# Kettle River (Blueberry River)
Der Kettle River (auch unter der Bezeichnung Kettle Creek bekannt) ist ein 28 km langer Nebenfluss des Blueberry River in Minnesota in den Vereinigten Staaten.
Über Blueberry River, Shell River und Crow Wing River ist er Teil des Einzugsgebietes des Mississippi River und entwässert ein ländliches Gebiet.
Der Kettle River entspringt etwa zwei Kilometer südlich vom Wolf Lake in Spruce Grove Township im Südosten des Becker County. Er fließt stets ostwärts durch die Runeberg Township in den Nordwesten des Wadena County und mündet in der Blueberry Township, etwa drei Kilometer westlich von Menahga in den Blueberry River. Der Kettle River durchfließt eine Ökoregion der nördlichen Seen und Wälder, die durch Koniferen und Hartholzwälder auf flachen und gewellten Grundmoränen und Sandern wachsen.